# 布施孝尚
布施 孝尚（ふせ たかひさ、1961年（昭和36年）7月27日 - ）は、日本の政治家、歯科医師。元宮城県登米市長（3期）。

## 来歴
宮城県登米市出身。宮城県佐沼高等学校、日本大学歯学部卒業。
2005年（平成17年）4月1日、登米郡8町（迫町、登米町、南方町、東和町、中田町、豊里町、米山町、石越町）と本吉郡津山町が合併し、登米市が誕生する。それに伴って同年4月29日に執行された登米市長選挙に無所属で出馬し、初当選。
2009年（平成21年）4月、無投票により2期目の当選を果たす。
2013年（平成25年）4月21日執行の市長選に無所属（自民党、民主党、公明党推薦）で出馬。元市議会議員の遠藤音を破り、3期目の当選。
2017年（平成29年）の市長選に無所属（民進党推薦）で立候補したが、元県議の熊谷盛広との一騎打ちに敗れ落選。